# Condrusi
De Condrūsi waren een volksstam die traditioneel gesitueerd wordt in de Ardennen. Hun woongebied lag volgens Caesar, die hen samen met de Segni vernoemt in boek VI van zijn De Bello Gallico, tussen dat der Eburonen en dat der Treveri. Hoewel de Condrusi gerekend worden tot de "Oude Belgen", lijkt Caesar hen niet als Belgae te beschouwen. Caesar rekent hen, samen met de Eburonen, de Paemani en de Caerosi tot de zogenaamde "Germani cisrhenani", Germaanse stammen die ten westen van de Rijn woonden. Over de waarde die aan deze en dergelijke uitspraken van Caesar mag gehecht worden, is veel discussie.
Over de precieze situering van hun woongebied en hun etnische oorsprong is op basis van de vage gegevens van Caesar niets met zekerheid te zeggen. Volgens Caesar genoten de Condrusi en de Eburones de bescherming van de Treveri. Hun naam is bewaard in Condroz (Condrust- of Condrusc- in de vroege Middeleeuwen). In Britannia dienden in de 2de eeuw n.Chr. in de cohors secunda Tungrorum soldaten afkomstig uit de pagus Condrustis. Zij wijdden in het kamp van Blatobulgium (Birrens (Schotland)) een altaar aan hun godin Viradectis.

## Voetnoten
1. ↑  Caes., D.B.G., VI 32.1.
2. ↑  Zie Germani cisrhenani.
3. ↑  Caes., D.B.G., II 4.10; VI 32.1.
4. ↑  Caes., D.B.G., IV 6.4: Treverorum clientes.
5. ↑  Maurits Gysseling, Toponymisch Woordenboek, Condroz
6. ↑  Proceedings of the Society of Antiquaries of Scotland, 30(1895-96), p. 142-144

Alemannen · Ambivarieten · Ambronen · Ampsivaren · Angelen · Angrivariërs · Asdingen · Baemi · Bajuwaren · Bastarnen · Bataven · Bourgondiërs · Bructeren · Cananefaten · Chamaven · Chasuarii · Chatten · Chattuarii · Chauken · Cherusken · Cimbren · Cugerni · Dulgubnii · Fosi · Franken · Frisii · Gepiden · Goten · Harii · Helisiërs · Hermunduren · Herulen · Juten · Lakringen · Lemoviërs · Longobarden · Lugiërs · Manimiërs · Marcomannen · Marobudui · Marsi · Mattiakken · Naharvalen · Nemeten · Nerviërs · Ostrogoten · Quaden · Rugiërs · Saksen · Semnonen · Silingen · Sitones · Skiren · Sueben · Sugambren · Suiones · Tencteren · Teutonen · Toxandriërs · Triboken · Tubanten · Tudri · Tungri · Ubiërs · Usipeten · Vandalen · Vangionen · Visigoten · Volcae · Warnen
Germani cisrhenani:
Caerosi · Condrusi · Eburonen · Paemani · Segni
Stamverenigingen:
Herminones · Ingvaeones · Istvaeones
Gallia Cisalpina:
Anares · Beluni · Boii · Carni · Caturiges · Cenomani · Ceutrones · Insubres · Lepontii · Libici · Lingones · Nerusi · Salassi · Segusani · Suetri · Taurini · Vedianti

Gallia Transalpina:
Aedui · Albici · Allobroges · Ambarri · Ambiani · Andecavi · Arecomici · Atrebati · Aulerci Cenomani · Aulerci Diablintes · Aulerci Eburovices · Arverni · Baiocasses · Bellovaci · Bituriges Cubi · Bituriges Vivisci · Cadurci · Caleti · Carnutes · Catalauni · Caturiges · Cavares · Cenomani · Centrones · Cetrones · Commoni · Condrusi · Coriosolitae · Durocasses · Eciates · Eleuteti · Gabali · Garocelli · Geidumni · Grudii · Helvetii · Helvii · Lemovices · Leuci · Levaci · Lexovii · Lingones · Mandubii · Mediomatrici · Medulli · Menapii · Morini · Namnetes · Nantuates · Nerviërs · Nitiobriges · Osismii · Parisii · Petrocorii · Pictones · Pleumoxii · Redones · Remi · Ruteni · Salluviërs · Santones · Segni · Segovellauni · Segusiavi · Senones · Sequani · Silvanectes · Sordones · Suessiones · Tectosages · Tigurini ·  Tougener · Treveri · Tricasses · Tricastini · Turones ·  Veliocasses · Vellavi · Venelli · Veneti · Viducasses · Viromandui · Vocontii · Volcae Arecomici · Volcae Tectosages · Vivisci